# Елатомский сельсовет
Елатомский сельсовет — сельское поселение в Бугурусланском районе Оренбургской области Российской Федерации.
Административный центр — село Елатомка.

## История
9 марта 2005 года в соответствии с законом Оренбургской области № 1895/321-III-ОЗ образовано сельское поселение Елатомский сельсовет, установлены границы муниципального образования.

## Население
| 2010 | 2012 | 2013 | 2014 | 2015 | 2016 | 2017 |
| ---- | ---- | ---- | ---- | ---- | ---- | ---- |
| 933  | ↘904 | ↘878 | ↘862 | ↘835 | ↗838 | →838 |
| 2018 | 2019 | 2020 | 2021 |      |      |      |
| ↘825 | ↘795 | ↘793 | ↗799 |      |      |      |

## Состав сельского поселения
| № | Населённый пункт | Тип населённого пункта       | Население |
| - | ---------------- | ---------------------------- | --------- |
| 1 | Елатомка         | село, административный центр | 763       |
| 2 | Лобовка          | село                         | 68        |
| 3 | Октябрьский      | посёлок                      | 102       |